# Hollywood Hijinx
Hollywood Hijinx est un jeu vidéo de fiction interactive conçu par Dave Anderson et Liz Cyr-Jones et publié par Infocom à partir de 1986 sur Amiga, Atari 8-bit, Apple II, Atari ST, Commodore 64, IBM PC, Apple Macintosh et TRS-80. Le joueur y incarne un proche d’un acteur récemment décédé devant participer à une chasse au trésor dans la maison de ce dernier afin de toucher son héritage,. Le jeu s'est vendu à plus de 12 000 exemplaires entre 1987 et 1988.